# Jon Eilert Bøgseth
Jon Eilert Bøgseth, född 22 februari 1959, är en tidigare backhoppare och utövare av nordisk kombination från dåvarande Namdalseids kommun i Nord-Trøndelag fylke (nuvarande Namsos kommun i Trøndelag fylke) i mellersta Norge. Han representerade Namdalseid Idrettslag.

## Karriär
Jon Eilert Bøgseth startade idrottskarriären som utövare av nordisk kombination. Han blev norsk juniormästare 1979 och 1980. Sedan tävlade han för det mesta i backhoppning. Bøgseth startade i världscupen i backhoppning säsongen 1980/1981. Han debuterade i öppningstävlingen i tysk-österrikiska backhopparveckan (som ingår i världscupen) i Schattenbergbacken i Oberstdorf i dåvarande Västtyskland 30 december 1980. Han blev nummer 35 i sin första internationella tävling. Han var bland de tio bästa i en världscupdeltävling i skidflygningsbacken Copper Peak i Ironwood i Michigan i USA 13 februari 1981 då han blev nummer 9. Två veckor senare var Bøgseth på prispallen då han blev tvåa i deltävlingen i normalbacken i Chamonix i Frankrike 26 februari 1981. Tävlingen vanns av landsmannen Roger Ruud. Bøgseth blev nummer 15 sammanlagt i sin första världscupesäsong, vilket blev hans bästa resultat i karriären. Hans bästa resultat i tysk-österrikiska backhopparveckan kom säsongen 1982/1983 då han blev nummer 46 totalt.
Bøgseth deltog i skidflygnings-VM 1983 i Čerťák i Harrachov i dåvarande Tjeckoslovakien. Där blev han nummer 19 i en mycket  jämn tävling som vanns av östtyske Klaus Ostwald, 5,5 poäng före hemmafavoriten Pavel Ploc och 7,5 poäng före finländaren Matti Nykänen. Bøgseths längsta hopp kom i skidflygningsbacken Letalnica i Planica i Jugoslavien. Där hoppade han 166 meter.
Jon Eilert Bøgseth deltog i 5 norska mästerskap i backhoppning i perioden 1979 till 1983. Hans bästa resultat kom i normalbacken i Eidsvoll 1981 då han vann en silvermedalj, bara slagen av Ivar Mobekk. Bøgseth avslutade backhoppskarriären 1983.

## Senare karriär
Efter avslutad idrottskarriär har Bøgseth varit verksam inom skogsbruk. Han är ägare och ledare av företaget Namdalseid skogservice AS.